# Santa Cruz de Bezana
Santa Cruz de Bezana – gmina w Hiszpanii, w prowincji Kantabria, w Kantabrii, o powierzchni 17,26 km². W 2011 roku gmina liczyła 12 154 mieszkańców.